# Apostolische Nuntiatur

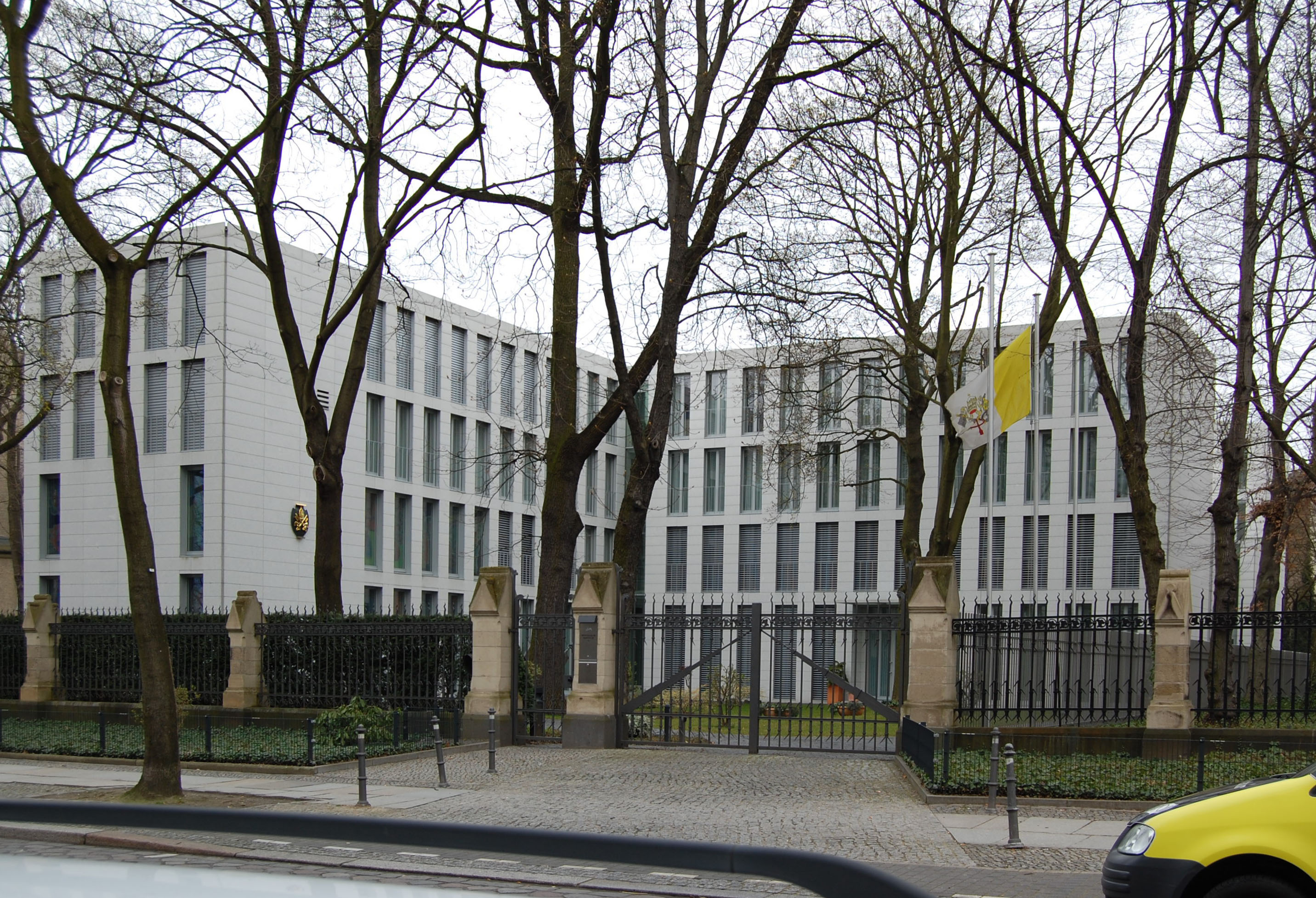
Apostolische Nuntiatur in Berlin

Eine Apostolische Nuntiatur ist die diplomatische Vertretung des Heiligen Stuhls bei einem Staat. Missionschef und Repräsentant der Behörde ist der Apostolische Nuntius.

## Geschichte
Im 16. Jahrhundert entstanden päpstliche Nuntiaturen als ständige Einrichtungen des Heiligen Stuhls zunächst an den römisch-katholischen Königshöfen, so zum Beispiel in Wien und Graz, in Madrid, oder bei Kurfürsten. Als älteste Einrichtung dieser Art gilt die ständige Nuntiatur am Hof König Ferdinands I., 1529 in Wien eingerichtet. Die Ausbildung der Diplomaten des Heiligen Stuhls erfolgt seit 1701 an der Päpstlichen Diplomatenakademie.

## Aufgaben

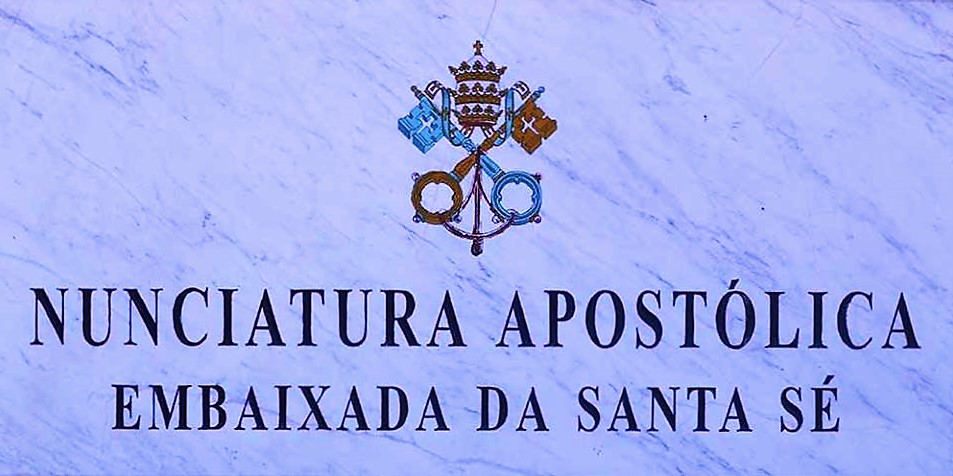
Schild der Apostolischen Nuntiatur in Dili, Osttimor

Ein päpstlicher Gesandter bzw. Nuntius, der zugleich eine Vertretung bei Staaten gemäß den Normen den völkerrechtlichen Usancen ausübt, hat die besondere Aufgabe, das Verhältnis zwischen dem Apostolischen Stuhl und fremden Staaten zu fördern und zu pflegen, Fragen zu behandeln, welche die Beziehungen zwischen Kirche und Staat betreffen; und sich in besonderer Weise mit Konkordaten und anderen bilateralen Vereinbarungen zu befassen, sofern solche abzuschließen und zur Durchführung zu bringen sind (Can. 365 § 1 CIC). Des Weiteren ist es Aufgabe des Nuntius, die Verbindung zwischen den Landeskirchen und dem Apostolischen Stuhl zu stärken, so nimmt der Nuntius immer an der Eröffnungssitzung einer Vollversammlung der Bischofskonferenz teil. Außerdem wirkt er bei der Suche nach Bischofskandidaten mit.

## Amt
Päpstliche Gesandte bzw. Nuntien sind Bischöfe (für gewöhnlich Titularerzbischöfe) und werden vom Papst ernannt. Sie sollen höchstens 75 Jahre alt sein. Der Apostolische Nuntius ist seit dem Wiener Kongress (1815) in den meisten Staaten bis heute „geborener Doyen“ des Diplomatischen Corps. Er genießt mit seiner Akkreditierung die übliche diplomatische Immunität im Gastland. Die korrekte Anredeform für einen Nuntius ist: „Seine Exzellenz“.

## Amtssitz

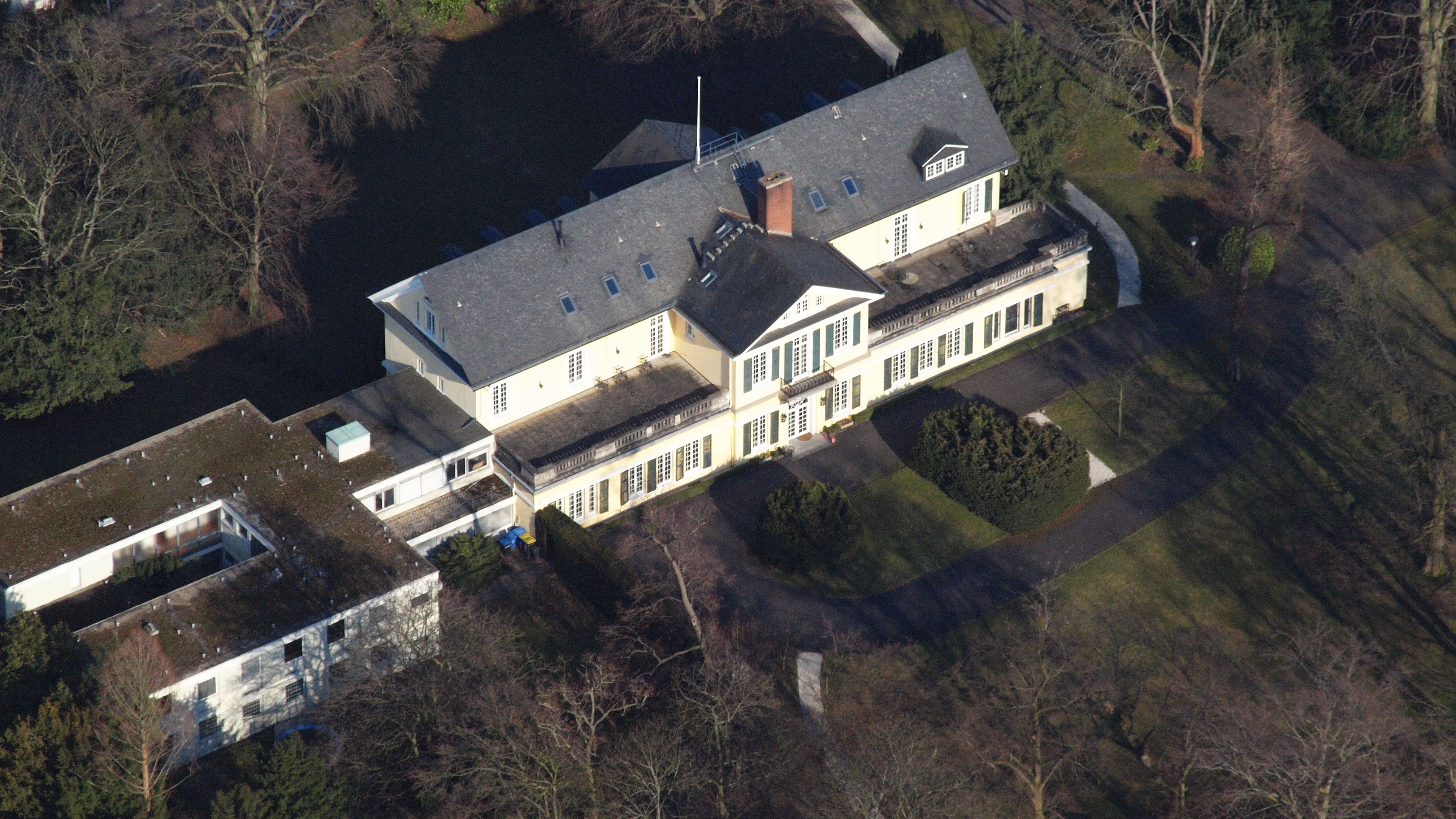
Turmhof im Bonner Ortsteil Plittersdorf, 1952–2001 Sitz der Apostolischen Nuntiatur

Der Sitz der apostolischen Nuntiatur in Deutschland ist seit 2001 in Berlin-Neukölln in einem  Neubau neben der Johannes-Basilika, zuvor war dies seit 1952 der Turmhof im Ortsteil Plittersdorf von Bonn-Bad Godesberg.
In Österreich ist der Sitz der Botschaft im IV. Wiener Bezirk in einem Bau aus dem Jahr 1914 im Stile der italienischen Renaissance.

## Liste der Nuntiaturen
Der Heilige Stuhl verfügt über eines der weltweit besten Netzwerke von Auslandsvertretungen. In 188 Ländern bestehen Vertretungen des Heiligen Stuhls (176 Nuntiaturen, zehn Delegaten und zwei Vertretungen mit Sonderstellung). Hinzu kommen elf Vertretungen bei diversen internationalen Organisationen. In aller Regel befindet sich bei jeder Vertretung auch eine eigene katholische Kapelle.
- Albanien
- Andorra
- Armenien
- Aserbaidschan
- Belarus
- Belgien
- Bosnien und Herzegowina
- Bulgarien
- Dänemark
- Deutschland
- Estland
- Finnland
- Frankreich
- Griechenland
- Irland
- Island
- Italien
- Kroatien
- Lettland
- Liechtenstein
- Litauen
- Luxemburg
- Nordmazedonien
- Malta
- Republik Moldau
- Monaco
- Montenegro
- Niederlande
- Norwegen
- Österreich
- Polen
- Portugal
- Rumänien
- Russland
- San Marino
- Schweden
- Schweiz
- Serbien
- Slowenien
- Spanien
- Tschechien
- Ukraine
- Ungarn
- Vereinigtes Königreich
- Republik Zypern

- Ägypten
- Algerien
- Angola
- Äquatorialguinea
- Äthiopien
- Benin
- Burkina Faso
- Botswana
- Burundi
- Côte d’Ivoire
- Dschibuti
- Eritrea
- Eswatini
- Gabun
- Gambia
- Guinea-Bissau
- Ghana
- Guinea
- Kap Verde
- Komoren (Delegat)
- Kamerun
- Kenia
- Demokratische Republik Kongo
- Republik Kongo
- Lesotho
- Liberia
- Libyen
- Madagaskar
- Malawi
- Mali
- Marokko
- Mauretanien (Delegat)
- Mauritius
- Mosambik
- Namibia
- Niger
- Nigeria
- Ruanda
- Sambia
- São Tomé und Príncipe
- Senegal
- Seychellen
- Sierra Leone
- Simbabwe
- Somalia (Delegat)
- Sudan
- Südafrika
- Tansania
- Togo
- Tschad
- Tunesien
- Uganda
- Zentralafrikanische Republik

- Antigua und Barbuda
- Argentinien
- Bahamas
- Barbados
- Belize
- Bolivien
- Brasilien
- Chile
- Costa Rica
- Ecuador
- Dominica
- Dominikanische Republik
- El Salvador
- Grenada
- Guatemala
- Guyana
- Haiti
- Honduras
- Jamaika
- Kanada
- Kolumbien
- Kuba
- Mexiko
- Nicaragua
- Panama
- Paraguay
- Peru
- Suriname
- St. Vincent und die Grenadinen
- Trinidad und Tobago
- Uruguay
- Vereinigte Staaten
- Venezuela

- Arabische Halbinsel (Delegat):
  -  Saudi-Arabien
  -  Oman
- Bahrain
- Bangladesch
- Brunei (Delegat)
- Taiwan (Geschäftsträger)
- Georgien
- Indien
- Indonesien
- Irak
- Iran
- Israel
- Japan
- Jemen
- Jordanien
- Kambodscha
- Kasachstan
- Katar
- Kirgisistan
- Korea:
  -  Südkorea
  -  Nordkorea
- Kuwait
- Laos (Delegat)
- Libanon
- Malaysia (Delegat)
- Mongolei
- Myanmar (Delegat)
- Nepal
- Osttimor
- Pakistan
- Palästina (Delegat)
- Philippinen
- Saudi-Arabien
- Singapur
- Sri Lanka
- Syrien
- Tadschikistan
- Thailand
- Türkei
- Turkmenistan
- Usbekistan
- Vereinigte Arabische Emirate
- Vietnam (Nichtresidierender Vertreter)

- Australien
- Cookinseln
- Fidschi
- Kiribati
- Marshallinseln
- Föderierte Staaten von Mikronesien
- Neuseeland
- Pazifischer Ozean (Delegat)
- Palau
- Papua-Neuguinea
- Salomonen
- St. Kitts und Nevis
- Samoa
- Tonga
- Vanuatu

- Europäische Union in Brüssel (Nuntius)
- UNO in New York (Beobachter)
- UNO in Genf (Beobachter)
- UNEP in Nairobi, Kenia (Beobachter)
- WTO in Genf (Beobachter)
- UNWTO in Madrid (Beobachter)
- OAS in Washington, D.C. (Beobachter)
- Arabische Liga in Kairo (Delegat)
- AU in Addis Abeba, Äthiopien (Sondervertreter)
- ASEAN in Jakarta (Nuntius)